# Cardioglossa escalerae
Cardioglossa escalerae е вид жаба от семейство Arthroleptidae. Видът не е застрашен от изчезване.

## Разпространение
Разпространен е в Демократична република Конго, Екваториална Гвинея, Камерун и Централноафриканска република.